# بی‌طرفی سوئیس

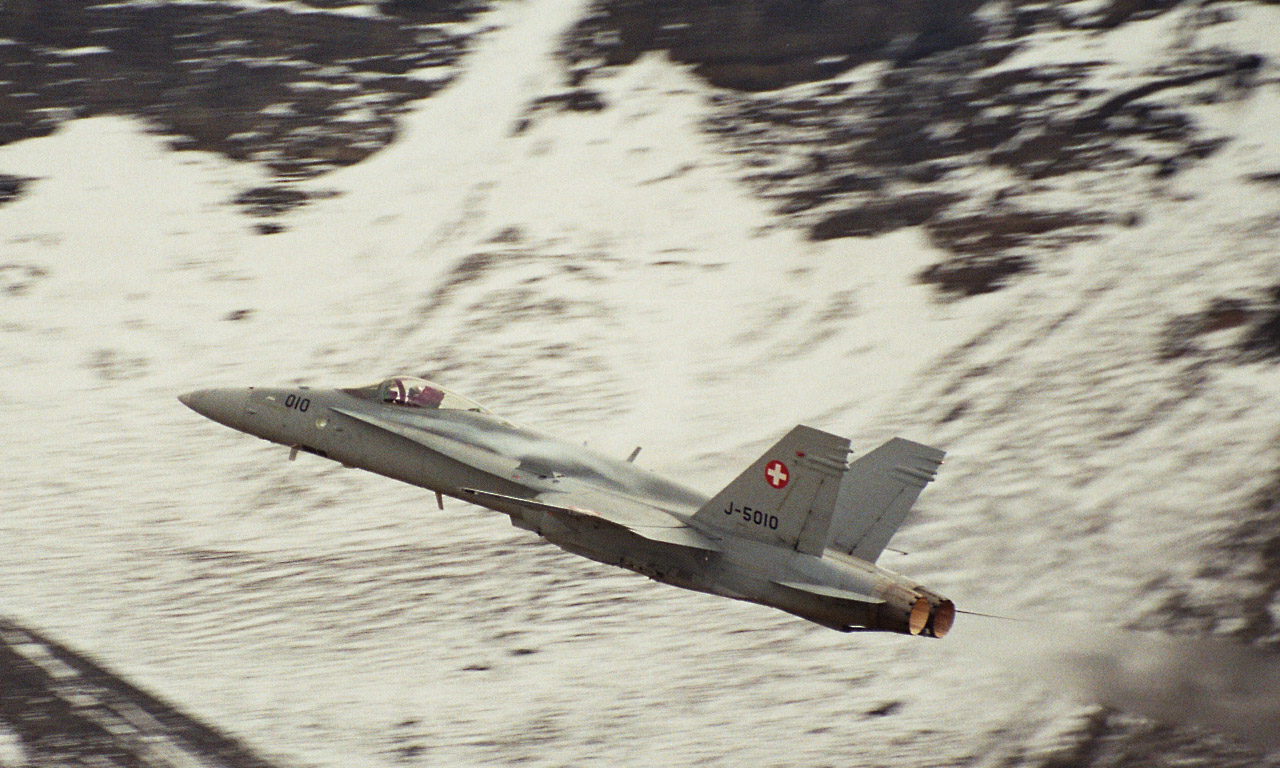
جنگنده متعلق به نیروهای مسلح سوئیس

بی‌طرفی سوئیس یکی از اصول اصلی سیاست خارجی کشور سوئیس است که ابراز می‌کند، سوئیس در درگیری‌های مسلحانه بین سایر کشورها مداخله نمی‌کند. این سیاست توسط خود سوئیس برقرار شده‌است و برای تأمین امنیت خارجی و تقویت صلح به کار گرفته می‌شود.
سوئیس قدیمی‌ترین سیاست بی‌طرفی نظامی را دارد و از زمان امضای معاهده پاریس در سال ۱۸۱۵ به صورت رسمی وارد هیچ جنگی نشده‌است.
ریشه بی‌طرفی سوئیسی به دوره اصلاحات پروتستان در این کشور در قرن شانزدهم بازمی‌گردد و این کشور حتی تا سال ۲۰۰۲ عضو سازمان ملل نبود. سوئیس با وجود بی‌طرفی جنگی، سیاست خارجی فعالی را دنبال می‌کند و غالباً در روندهای صلح سازی در سراسر جهان نقش دارد.

## جنگ‌های جهانی
در طول جنگ جهانی اول، سوئیس علی‌رغم داشتن مرزهای زمینی مشترک با دو قدرت مرکزی (آلمان و اتریش-مجارستان) و دو قدرت متفقین (فرانسه و ایتالیا)، سیاست بی‌طرفی خود را حفظ کرد. اکثریت آلمانی زبان در سوئیس به‌طور کلی به طرفداری از قدرتهای مرکزی می‌پرداختند، در حالی که جمعیت فرانسوی زبان و ایتالیایی‌زبان از طرفداران متفقین بودند. این قضیه باعث ایجاد تنش‌های داخلی در سوئیس شد. با این حال، این کشور توانست بی‌طرفی خود را حفظ کند.
سوئیس در جنگ جهانی دوم کاملاً در محاصره قدرتهای محور و قلمرو تحت کنترل محورها آن‌ها بود. آلمان نازی تحت رهبر هیتلر برای اشغال سوئیس برنامه‌ریزی کرده بود. سوئیس برای دفاع از خود آماده باش داد و ۸۵۰٬۰۰۰ سرباز را بسیج کرد. به علاوه هنری گویسان، فرمانده وقت نیروهای مسلح سوئیس، برنامه ای برای دفاع از سوئیس توسعه داده بود. در نهایت عملیات اشغال سوئیس هیچ وقت انجام نشد و هیتلر از این کار انصراف داد.

## آمادگی نظامی بالا با وجود بی‌طرفی
دولت سوییس با فاصله ای کوتاه می‌تواند ارتش ۲۲ هزار نفری خود را به ارتشی ۶۵۰ هزار نفری تبدیل کند و این رقم پس از گذشت ۲ شبانه روز می‌تواند نزدیک به ۱٫۷میلیون سرباز مسلح رزم دیده و سازمان داده شده شود. سوییس دارای بالاترین درصد شهروندانی است که در وظیفه خدمت سربازی قرار دارند و اکثریت مردم این کشور مسلح هستند.
بودجه سربازی در سوئیس تقریباً ۵ میلیارد دلار یعنی معادل ۲۰ درصد از بودجه کشور را تشکیل می‌دهد. از تجهیزات ارتش این کشور می‌توان به ۸۰۰ فروند تانک و ماشین‌های زرهی اشاره کرد. کشوری که تنها ۳۰۰ کیلومتر طول دارد، دارای ۱۴ اسکادران ارتش هوایی با ۳۵۰ جنگنده، ۱۲۰ هواپیمای آموزشی و ۱۰۰ فروند بالگرد است. اسلحه‌های دست دوم ارتش سوییس به شهروندان فروخته می‌شود.

## کتابشناسی
- Bonjour, Edgar (1978). "Swiss Neutrality During Two World Wars".  In Luck (ed.). Modern Switzerland. The Society for the Promotion of Science and Scholarship Inc. pp. 419–438. ISBN 0-930664-01-9.
- Buclin, Hadrien (Fall 2017). "Swiss Intellectuals and the Cold War: Anti-Communist Policies in a Neutral Country". Journal of Cold War Studies. 19 (4): 137–167. doi:10.1162/jcws_a_00767.